# Comando per le operazioni in rete
Il Comando per le operazioni in rete (COR) è un comando operativo interforze delle forze armate italiane, dipendente dal Capo di Stato maggiore della difesa, che si occupa della condotta delle operazioni nel  dominio cibernetico, nonché della gestione tecnico-operativa in sicurezza di tutti i Sistemi di Information & Communications Tecnology/C4 della Difesa.

## Storia

### Il Comando C4 Difesa
È stata un'unità dipendente dal VI Reparto sistemi C4I e trasformazione (elemento di staff dello Stato maggiore della difesa). Costituito il 20 maggio 2004, data la necessità di individuare un organismo in ambito Interforze che provvedesse alle attività volte a garantire l'efficienza delle funzioni di Comando, Controllo, Telecomunicazioni ed Informatica nell'ambito dell'Area Tecnico Operativa interforze, Tecnico Amministrativa centrale della Difesa.
Dal marzo 2020 è stato riconfigurato in Reparto e incorporato nel neocostituito Comando per le Operazioni in Rete.

### Il CIOC
Il Comando Interforze per le Operazioni Cibernetiche (CIOC) del Ministero della Difesa è stato istituito nel 2017, per proteggere la rete italiana dai criminali informatici e da organizzazioni straniere, oltre che di sorveglianza delle altre reti in caso di necessità. Primo comandante è stato il generale di divisione aerea Francesco Vestito, che nel 2019 è sostituito dal generale di brigata dell'Esercito Giorgio Cipolloni. Riconfigurato su più Reparti nel marzo 2020 è confluito nel neocostituito Comando per le Operazioni in Rete.

### Il COR
Il COR è stato creato nel marzo 2020 riunendo in un unico comando i vari reparti di gestione reti, applicativi centralizzati e cybersicurezza della Difesa, e posto alle dirette dipendenze del Capo di Stato Maggiore della Difesa. Nel luglio 2021, a seguito dell'ampliamento delle competenze del Comando Operativo di Vertice Interforze (COVI), passa alle dipendenze di quest'ultimo. Nel marzo 2023 è tornato alle dirette dipendenze del Capo di Stato Maggiore della Difesa.

## Funzioni
Nello specifico, coordina tutte le attività di gestione rete (DIFENET), gli applicativi gestionali della Difesa oltre alle attività di guerra cibernetica e supervisione per la cybersicurezza dei sistemi informatici dello stesso Dicastero.

## Reparti
È suddiviso nei seguenti reparti:
- Reparto C4 (RID - DIFENET)
- Reparto Sicurezza e Cyber Defence
- CERT Difesa
- Reparto Cyber Operations (R.O.C.)
- Comandanti

COMANDO C4 DIFESA
Brigadier Generale Calogero Massara (20 luglio 2015 - 8 marzo 2020)

CIOC
- Generale di Divisione Aerea Francesco Vestito (15 settembre 2017-10 ottobre 2019)
- Generale di Brigata Giorgio Cipolloni (11 ottobre 2019 - 9 marzo 2020)

COR
- Ammiraglio di Squadra Ruggiero Di Biase (9 marzo 2020 - 13 gennaio 2022)
- Generale di Squadra Sergio Antonio Scalese (13 gennaio 2022 - ad oggi)